# 1328
Пізнє Середньовіччя •  Реконкіста •  Ганза •  Авіньйонський полон пап •  Монгольська імперія

## Геополітична ситуація
Візантійську імперію очолив Андронік III Палеолог (до 1341). Імператором Священної Римської імперії короновано Людвіг Баварський (до 1347). У Франції почалося правління Філіпа VI Валуа (до 1350).
Апеннінський півострів розділений: північ належить Священній Римській імперії, середню частину займає Папська область, південь належить Неаполітанському королівству. Деякі міста півночі: Венеція, Піза, Генуя тощо, мають статус міст-республік. Триває боротьба гвельфів та гібелінів.
Майже весь Піренейський півострів займають християнські Кастилія і Леон, Арагонське королівство та Португалія, під владою маврів залишилися тільки землі на самому півдні. Едуард III королює в Англії (до 1377), Магнус Еріксон є королем Норвегії та Швеції (до 1364), а королем Данії — Вальдемар III (до 1330), королем Польщі — Владислав I Локетек (до 1333). У Литві править князь Гедимін (до 1341).
Руські землі перебувають під владою Золотої Орди. Почалося захоплення територій сучасних України й Білорусі Литвою. Галицько-Волинське князівство очолив Юрій II Болеслав (до 1340). Ярлик на володимирське князівство отримав московський князь Іван Калита.
Монгольська імперія займає більшу частину Азії, але вона розділена на окремі улуси, що воюють між собою. У Китаї, зокрема, править монгольська династія Юань. У Єгипті владу утримують мамлюки. Мариніди правлять у Магрибі. Делійський султанат є наймогутнішою державою Північної Індії, а на півдні Індії панують держава Хойсалів та держава Пандья. В Японії триває період Камакура.
Цивілізація мая переживає посткласичний період. Почали зароджуватися цивілізація ацтеків та інків.

## Події

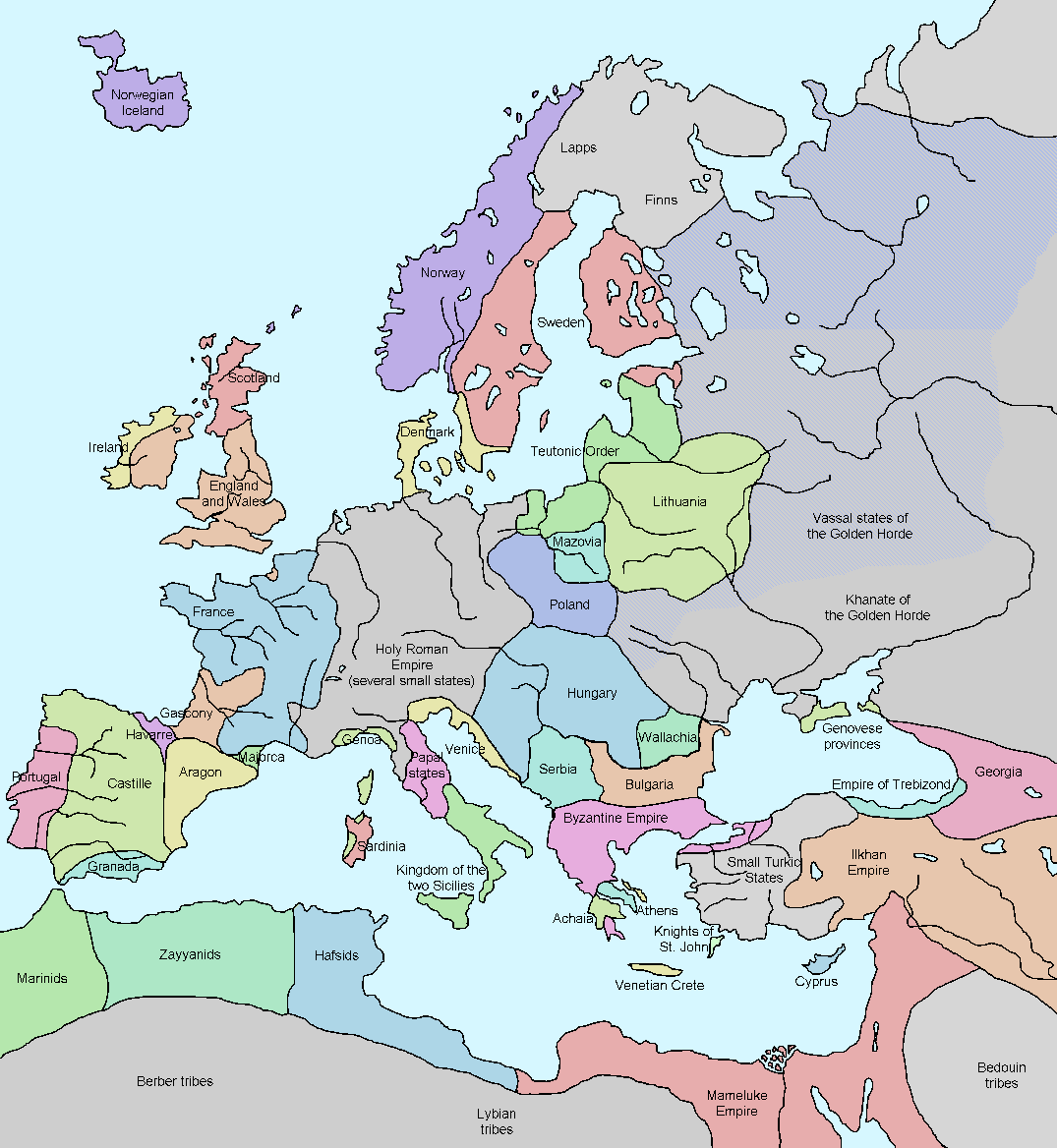
Європа на 1328 рік

- Іван Калита отримав у Золотій Орді ярлик на збір данини у Москві, Твері, Суздалі.
- Митрополитом Київським з резиденцією в Москві став Феогност.
- Людвіг Баварський увійшов у Рим і змусив коронувати себе імператором без санкції папи римського Івана XXII, який залишився в Авіньйоні.
  - Папа скасував коронацію Людвіга Баварського й повторно відлучив його від церкви.
  - Людвіг Баварський у відповідь звинуватив Івана XXII у єресі й відмовився визнавати його папою римським. У Римі обирають новим папою Миколая V.
  - У серпні до Рима підійшли війська короля Неаполя Роберта, і Людвіг Баварський покинув Вічне Місто разом зі своїм папою Миколаєм V.
- У Візантії імператор Андронік II Палеолог після семи років громадянської війни проти свого онука змушений зректися корони. Новим імператором Візантії став Андронік III Палеолог.
- 27 травня французький престол зайняв Філіп VI з династії Валуа. Зі смертю його попередника Карла IV Красивого припинилася основна гілка династії Капетингів.
  - При виборах у праві на французький трон було відмовлено англійському королю Едуарду III, що згодом призвело до Столітньої війни.
  - Філіп Валуа віддав Наварру Жанні, доньці Людовика X.
  - Своє правління новий король почав з придушення селянського повстання в Фландрії.
- 1 травня Англія та Шотландія уклали договір, яким визнавалася незалежність Шотландії. 12 липня король Англії Едуард III віддав свою сестру Жанну в шлюб з Дейвідом, сином шотландського короля Роберта Брюса.
- Вільям Оккам разом з іншими францисканцями, звинуваченими в єресі через питання про майно Ісуса Христа, утік з Авіньйона до Мюнхена під крило імператора Людвіга Баварського.
- Після смерті Єсун-Темура за верховну владу в Монгольській імперії почалася війна, переможцем якої вийшов Туг-Темур. Він став восьмим імператором династії Юань.

## Народились
- 21 жовтня — Чжу Юаньчжан, китайський імператор (з 1368), засновник китайської династії Мін, котра прийшла на зміну монгольській династії Юань і правила майже триста років.